# Frome
Frome is een civil parish in het bestuurlijke gebied Mendip, in het Engelse graafschap Somerset. De plaats telt 26.203 inwoners.

## Bekende inwoners van Frome

### Geboren
- Charlie Higson (1958), acteur, producer, schrijver en komiek
- Will Thorp (1977), acteur
- Jenson Button (1980), Formule 1-coureur

### Overleden
- Edred (ca. 923-955), koning van Engeland (946-955)

## Galerij

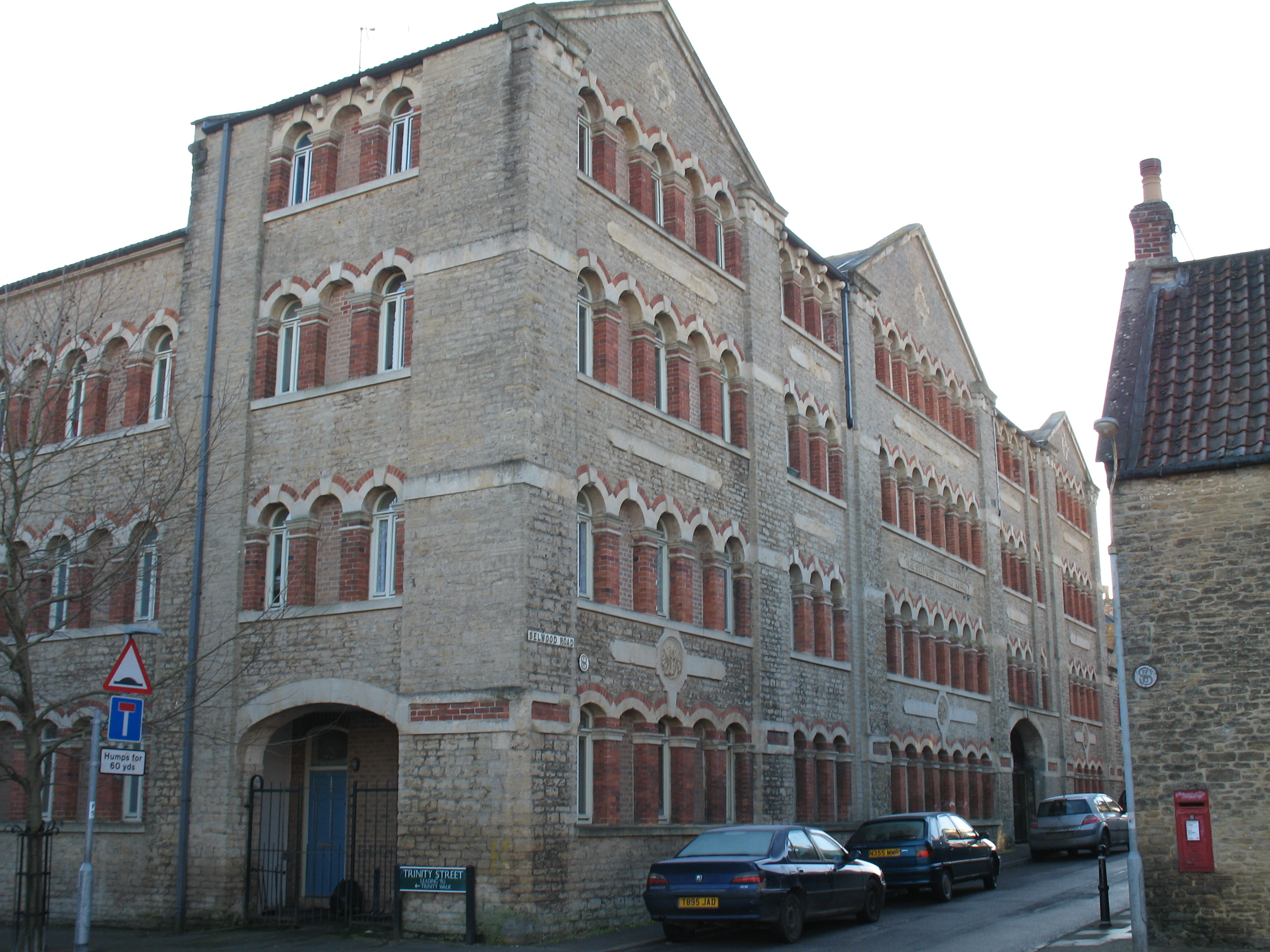
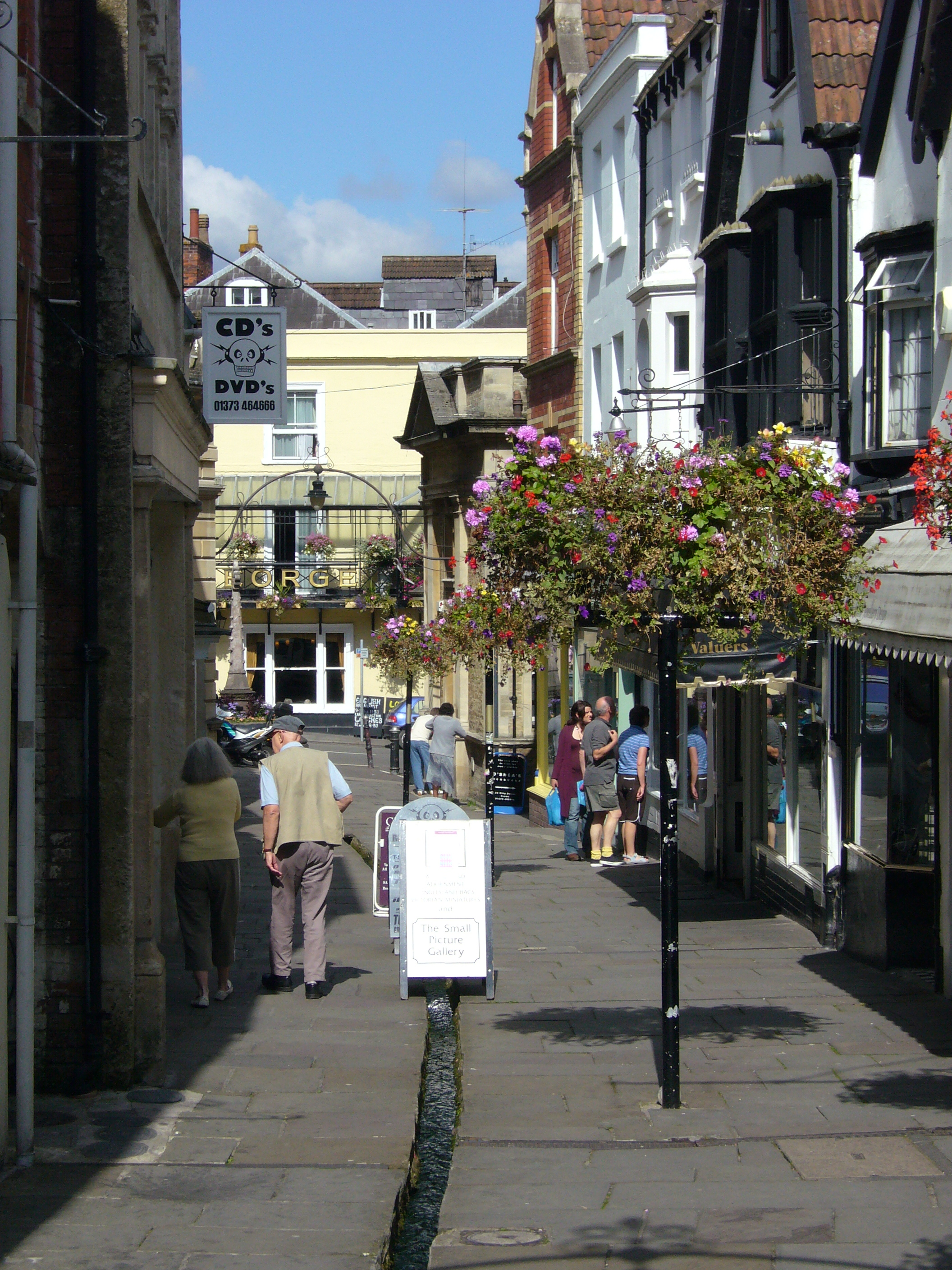
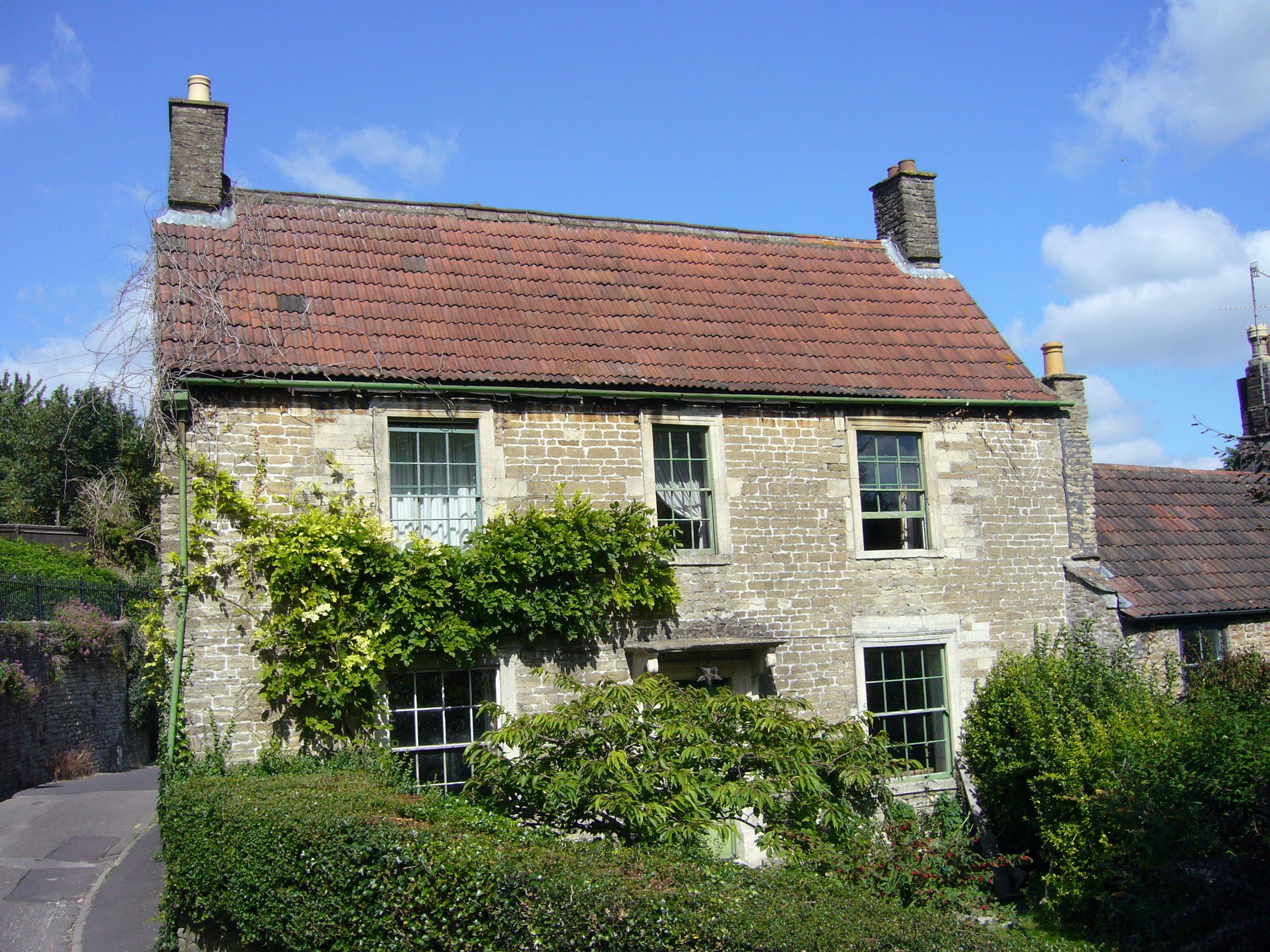
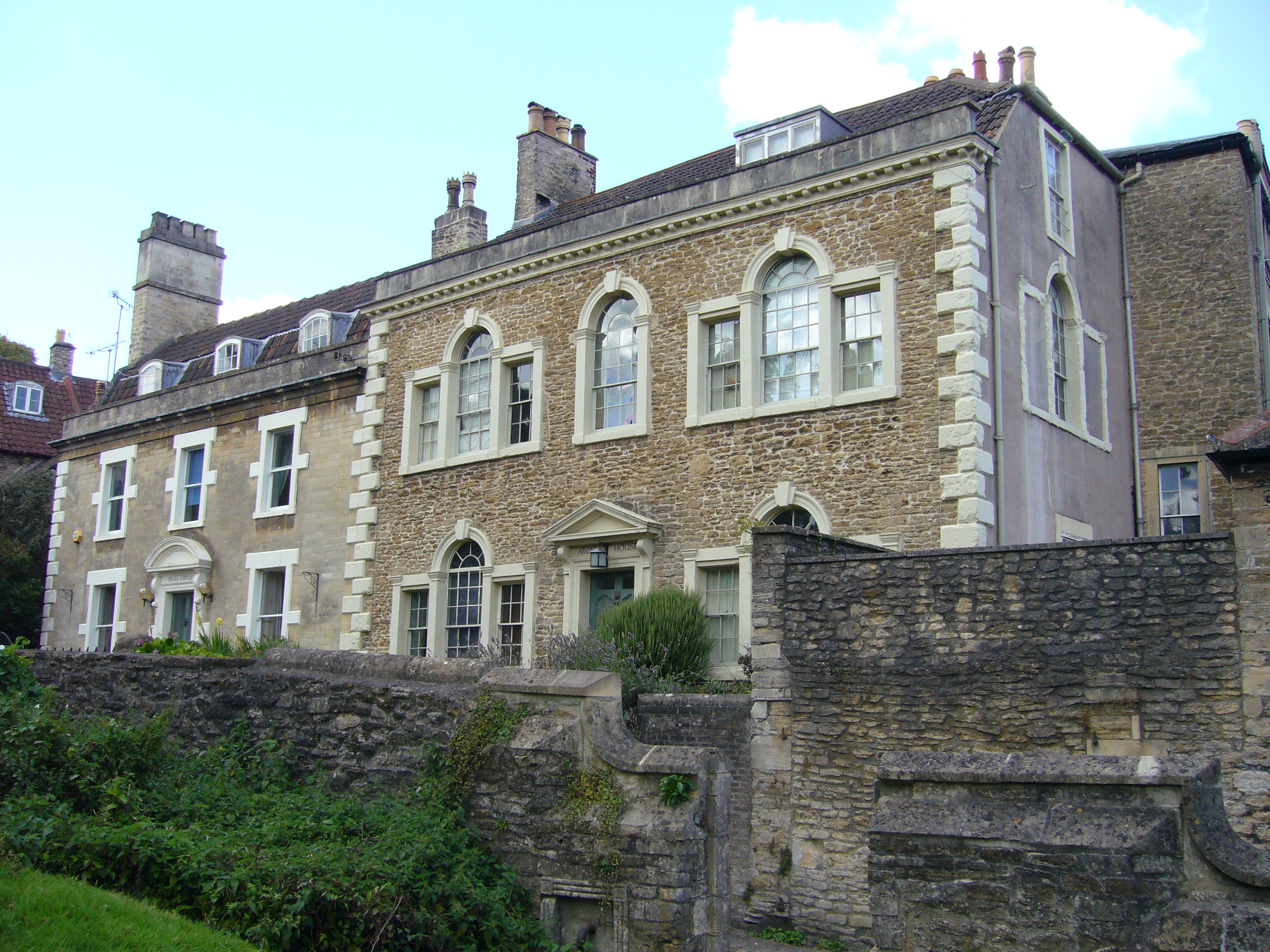
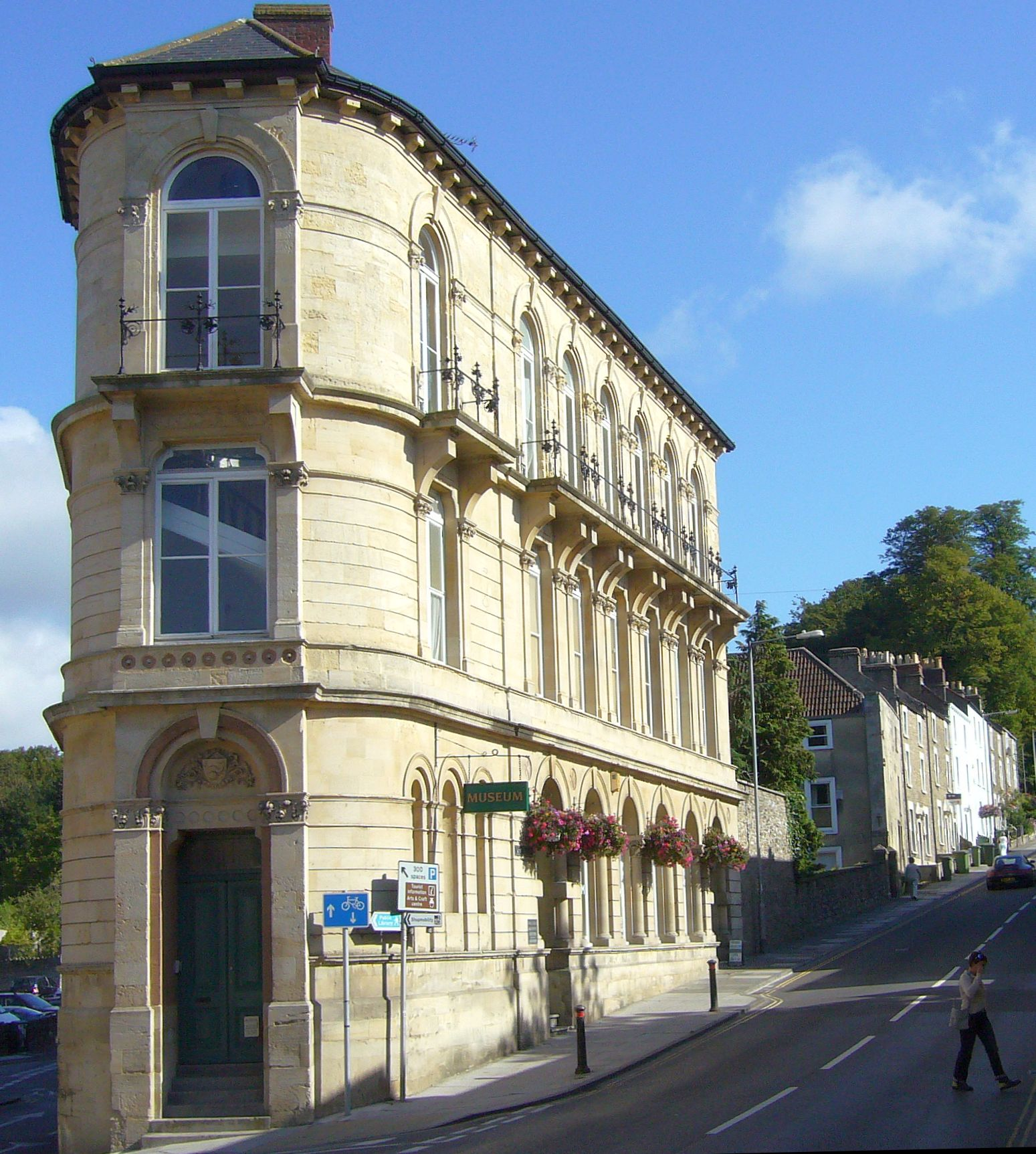
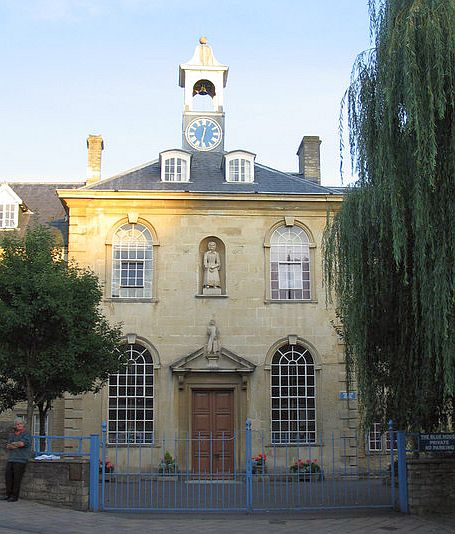
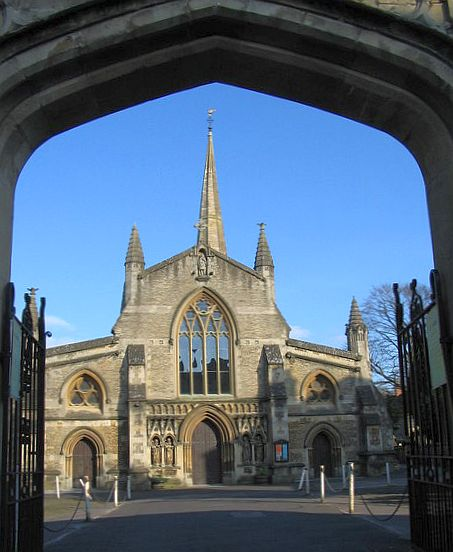